# 熱振活佛

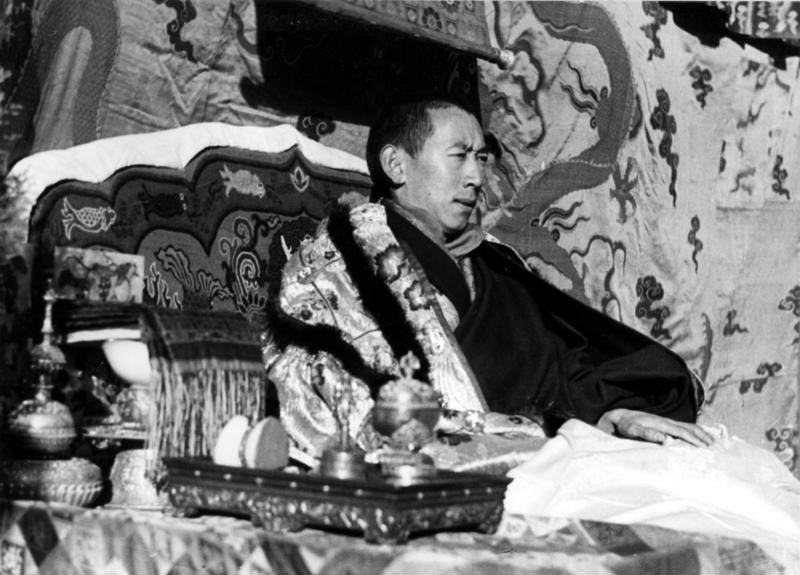
五世热振活佛 ，摄于1938-1939年间

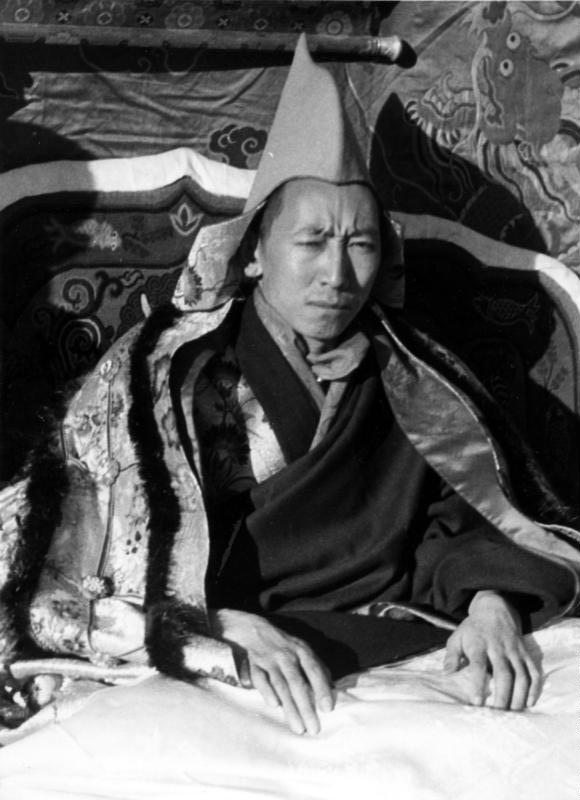
五世热振活佛 ，摄于1938-1939年间

熱振活佛（藏語：རྭ་སྒྲེང，威利转写：rwa-sgreng，THL：Radreng，藏语拼音：Razhêng）清朝先封为诺门罕，称广衍黄法阿齐图诺门罕，后封为呼图克图，称哷徵阿齐图呼圖克圖（简称“哷徵呼圖克圖”），此后又曾一度被剥夺呼图克图职衔，为清朝有資格任攝政的活佛之一；中华民國时期续封呼图克图，稱热振呼圖克圖；中华人民共和国时期称为熱振活佛；駐錫拉萨喜德寺及林周县热振寺。

## 沿革
热振寺是藏傳佛教噶当派的祖寺。位于拉薩林周縣北部，建于1057年（藏历阴火鸡年）。至今已有近千年的历史，比拉薩三大寺甘丹寺、哲蚌寺、色拉寺早350年以上。
热振寺的创建者是噶当派始祖仲敦巴。藏历“火空海”纪元381年即公元1004年，仲敦巴生于吐蕃堆龙地方（今堆龙德庆县羊八井一带），先后师从赛尊（藏語：སེ་བཙུན་）、班智达弥底学习佛经和梵文、因明学。1045年，他拜北上西藏的孟加拉高僧、当时印度最著名的佛教学者阿底峡为师。阿底峡圆寂后，仲敦巴率徒众修建了热振寺和供奉阿底峡法体的银塔。自此，仲敦巴继承和弘传阿底峡的经教，逐渐形成了噶当派，即為格魯派（黃教）的前身。
1751年，阿旺曲丹请求七世达赖将热振寺赐给自己，获得达赖批准。阿旺曲丹是生于青海的藏传佛教格鲁派高僧，曾任七世达赖的经师，并且曾任甘丹赤巴。1734年（雍正十二年），获雍正帝赐“广衍黄法阿齐图诺门罕”衔名，并赐印信。自阿旺曲丹开始转世，形成了热振活佛系统。
后来，下一世的洛桑益西丹巴绕杰也于1770年（乾隆三十五年），获清朝乾隆帝赐予“诺门罕”职衔，并给印信。其后一世的阿旺益西楚臣坚赞在拉萨扩建寺院，并请得道光帝御赐寺名为“凝禧寺”（该寺即喜德寺）。他曾两次出任西藏摄政，于1853年获咸丰帝谕旨：“著加恩销去诺门罕，作为哷徵阿齐图呼图克图，并著准其转世。”这就将热振活佛的衔职地位从诺门罕提高到了呼图克图。1856年，因为“辨理察木多夷案出力”，咸丰帝还赏加其“慧灵”名号，并赐用黄缰。
但是，1862年，由于阿旺益西楚臣坚赞为革退哲蚌寺堪布一事而同哲蚌寺发生严重冲突，哲蚌寺僧众联络甘丹寺僧众攻打其摄政府，使喜德寺遭到严重破坏。他携带摄政印信赴北京向清廷呈诉，但未果。驻藏大臣满庆向同治帝上奏，请求革除阿旺益西楚臣坚赞的“呼图克图”衔名，注销其敕印，由夏扎·旺曲杰布取代其出任西藏摄政。满庆的上奏获同治帝批准。此后，阿旺益西楚臣坚赞的“呼图克图”衔名被革除。
1877年（光绪三年） ，光绪帝谕旨：“兹据松溎奏，现在众喇嘛等，禀诉已故哷徵呼图克图从前劳绩及被屈情形，据情代奏等语。著照所请，准其查访已故哷徵呼图克图转世之幼子，仍掌该寺事务，并将名号赏还。”自此，热振活佛系统又恢复了“呼图克图”地位。
1933年，十三世达赖圆寂后，根据其遗训，热振·图旦绛白益西丹巴坚赞主持了十四世达赖转世灵童寻访工作。1933年，国民政府册封热振·图旦绛白益西丹巴坚赞为“辅国普化禅师”。国民政府令称：“热振呼图克图阐扬道化，世著令名，自达赖圆寂，综摄全藏政教，翊赞中央，扶绥地方，丕绩懋昭，深感嘉尚，着给予辅国普化禅师名号，用示优隆。此令。”
此后，热振·图旦绛白益西丹巴坚赞自1934年至1941年担任西藏摄政。1941年他辞职，由达扎·阿旺松饶担任摄政，约定达扎·阿旺松饶只任摄政两三年。但其后达扎·阿旺松饶拒绝交出权力，并于1947年逮捕热振·图旦绛白益西丹巴坚赞，热振于同年5月死在布达拉宫的监狱中。达扎还革除了热振活佛的“呼图克图”名号，仅仅准其以普通活佛转世。1947年6月7日，热振派到中国内地的代表邓珠朗杰上书提醒国民政府应当对热振事件采取强硬立场，并拟出了善后处理办法三项，其中有“一、查热振呼图克图乃中央册封，此次事变后被达扎政府革去呼图克图名号，仅准以普通活佛转世，系藐视中央，玩忽典令。今后热振呼图克图转世，应请中央明令使其保有原有地位及封号。”同年6月17日，国民政府蒙藏委员会回复称，第一项“自可令饬依照旧例办理。”
达扎革去热振活佛的“呼图克图”名号后，热振活佛的转世工作一直未能开展。直到达扎于1950年被迫辞去摄政职务，由达赖亲政后，热振活佛的转世灵童才于1951年被认定，并于1955年坐床，正式继任热振活佛，接受西藏方面所给“热振阿齐图诺门罕”称号（注意其并未获得呼图克图名号），这就是热振·单增晋美土多旺秋。但是，热振活佛的转世工作并非全无争议。一位目前住在印度，自称“六世热振呼圖克圖”（The Sixth Reting Hutukthu）者，在给达赖的公开信里，指责西藏噶厦在五世热振活佛圆寂后继续压制热振系，不合法地确认单增晋美为六世热振活佛。
1997年，热振·单增晋美土多旺秋活佛圆寂后，西藏自治区人民政府及拉萨市人民政府组成了转世灵童寻访领导班子以及有高僧参加的寻访顾问班子，开展了热振活佛转世灵童的寻访工作。经过一年多的寻访，确认索朗平措为转世灵童。此后，通过报请国家宗教事务局同意，经西藏自治区人民政府批准，索朗平措继任为第七世热振活佛，于2000年1月16日（藏历土兔年十二月十日）在拉萨大昭寺释迦牟尼像前举行了传承、剃度仪式，于2000年7月14日在热振寺举行坐床典礼。索朗平措成为了现任热振活佛热振·洛追嘉措赤烈伦珠。在印度的达赖的发言人则表示，由于未经达赖批准，第七世热振活佛不具有任何合法性。当时达赖和中华人民共和国政府方面正因为噶玛巴出走而相互指责，关系陷于低潮。

## 历世热振活佛
热振活佛的世数在汉文及藏文文献中有许多不同种说法，其中主要有两种说法。一说到热振·单增晋美土多旺秋为六世，一说到热振·单增晋美土多旺秋为二十二世。其中，六世说在藏族人民中获得较为普遍的承认。以下暂按六世说列出历世热振活佛：
| 世数   | 生年     | 坐床年份 | 卒年     | 汉文姓名                  | 藏文姓名                        |
| ------ | -------- | -------- | -------- | ------------------------- | ------------------------------- |
| 第一世 | 1677年   | ——       | 1751年   | 阿旺曲丹                  | ཀཅན་ཚ་ངག་དབང་མཆོག་ལྡན             |
| 第二世 | 1759年   | 1761年   | 1815年   | 热振·洛桑益西丹巴绕杰     | བློ་བཟང་ཡེ་ཤེས་བསྟན་པ་རབ་རྒྱས          |
| 第三世 | 1816年   | （不详） | 1863年   | 热振·阿旺益西楚臣坚赞     | ངག་དབང་ཡེ་ཤེས་ཚུལ་ཁྲིམས་རྒྱལ་མཚན       |
| 第四世 | （不详） | （不详） | （不详） | 热振·阿旺洛桑益西丹巴坚赞 | ངཀ་དབང་བློ་བཟང་ཡེ་ཤེས་བསྟན་པའི་རྒྱལ་མཚན |
| 第五世 | 1912年   | 1930年   | 1947年   | 热振·图旦绛白益西丹巴坚赞 | ཐུབ་བསྟན་འཇམ་དཔལ་ཡེ་ཤེས་རྒྱལ་མཚན་     |
| 第六世 | 1948年   | 1955年   | 1997年   | 热振·单增晋美土多旺秋     | བསྟན་འཛིན་འཇིགས་མེད་ཐུབ་བསྟན་དབང་ཕྱུག་  |
| 第七世 | 1997年   | 2000年   | 在世     | 热振·洛追嘉措赤烈伦珠     | བློ་གྲོས་རྒྱ་མཚོ་འཕྲིན་ལས་ལྷུན་གྲུབ་         |